# Ronny Johnsen
Jean Ronny Johnsen (Sandefjord, 10 de junho de 1969) é um ex-futebolista norueguês.

## Carreira

### Início e sucesso no Manchster United
Johnsen, que durante sua carreira jogava tanto como zagueiro quanto como meio-campista, jogou nas categorias de base de três times sem expressão de seu país: Sem, Stokke e Eik-Tønsberg. A carreira profissional começou somente em 1992, no Lyn. Após passagens por Lillestrøm e Beşiktaş entre 1994 e 1996, o poderoso Manchester United contratou Johnsen neste último ano. Foram seis anos nos Red Devils, tendo como ponto culminante o título do Copa Europeia/Sul-Americana de 1999 sobre o Palmeiras, até que o Aston Villa contratou o norueguês ao fim do contrato com o United.

### Declínio
Nos Villains, Johnsen continuaria sendo um dos líderes da defesa do time de Birmingham até o fim da temporada 2003/04. Antes do início da temporada seguinte, o Newcastle contratou Johnsen para ser novamente o líder da defesa dos Magpies, mas sua terceira aventura na velha Albion foi um retumbante fracasso: apenas três jogos e a amargura de um contrato rompido antes do ano de 2004 se encerrar.

### Volta à Noruega
Decepcionado por ter sido despedido pelo Newcastle, Johnsen, agora com 35 anos, chegou a anunciar o encerramento da carreira, mas voltou atrás e decidiu voltar ao seu país, para defender o Vålerenga, assinando contrato de um ano. Seus desempenhos o levaram a prorrogar o mesmo por mais dois anos. Durante sua passagem, Johnsen foi o comandante da defesa do time azul de Oslo, tendo atuado em 59 oportunidades, e marcado seis gols.

### A despedida
Faltando 14 partidas para atingir a marca de 300, Johnsen encerrou oficialmente a carreira de jogador após a partida contra o Brann, derrotado pelo Vålerenga por 1 a 0.

## Carreira internacional
Johnsen estreou na Seleção Norueguesa de Futebol em 1991, mas não conseguiu convencer o treinador Egil Olsen a levá-lo para a Copa de 1994 - em vez dele, Olsen levou um homônimo: Erland Johnsen.
Após ter disputado a Copa de 1998, Johnsen, que fracassou em levar a Noruega para o Copa de 2002 - ele não foi convocado para a Euro 2000 -, jogaria com a camisa vermelha até 2007, quando disse adeus à carreira internacional, já aos 38 anos.